# Alcea apterocarpa
Alcea apterocarpa là một loài thực vật có hoa trong họ Cẩm quỳ. Loài này được Boiss. mô tả khoa học đầu tiên năm 1867.